# 维尔霍·兰皮

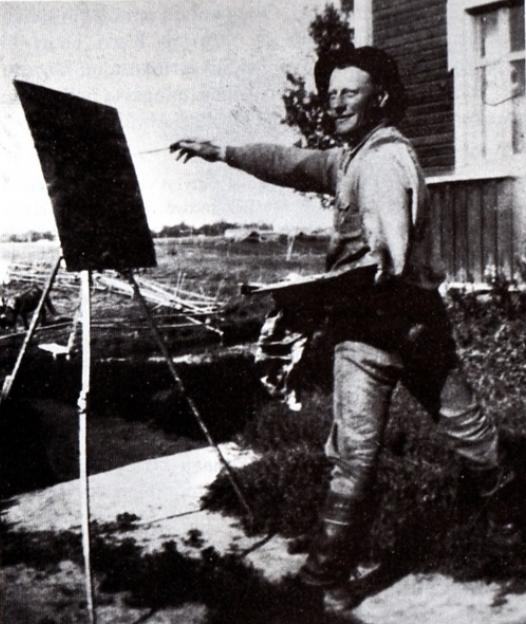
兰皮在创作利明卡风景画的情景

维尔霍·亨里克·兰皮（芬蘭語：Vilho Henrik Lampi；1898年7月19日—1936年3月17日），芬兰画家，以其具有挑衅性的自画像、强有力的人物画像、以及取材自利明卡、利明卡平原和利明卡居民的油画而著称。
他在38岁时就自杀身亡。1922年还是学生时期时他首次在芬兰艺术年展上亮相，在其14年的创作生涯中共创作了550幅作品。学业结束后他搬至利明卡，参加家族农场劳动的同时坚持不懈地绘画。后世对他产生了一种传说，认为他自愿选择独居地艺术生涯，世人也不理解他。甚至有小说家以他为原型添油加醋地渲染这个传说。但很多人也对这种艺术家传说持反对态度，认为兰皮在世时是一个擅于与人交流的艺术家。

## 画作

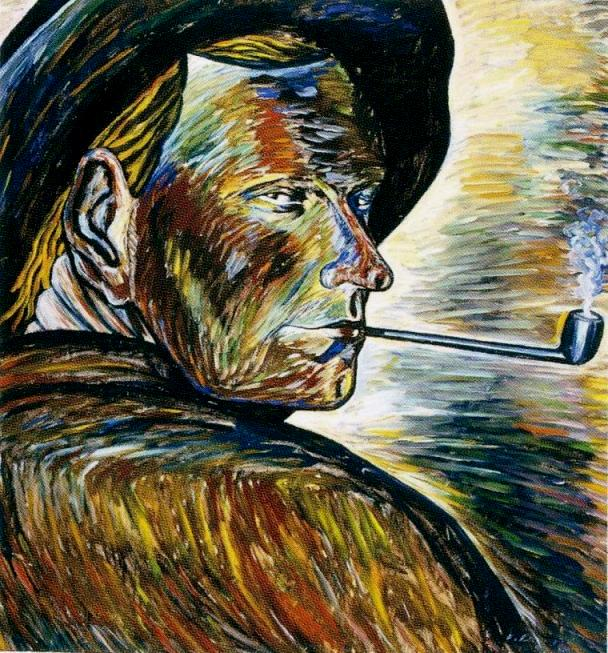
自画像，1929
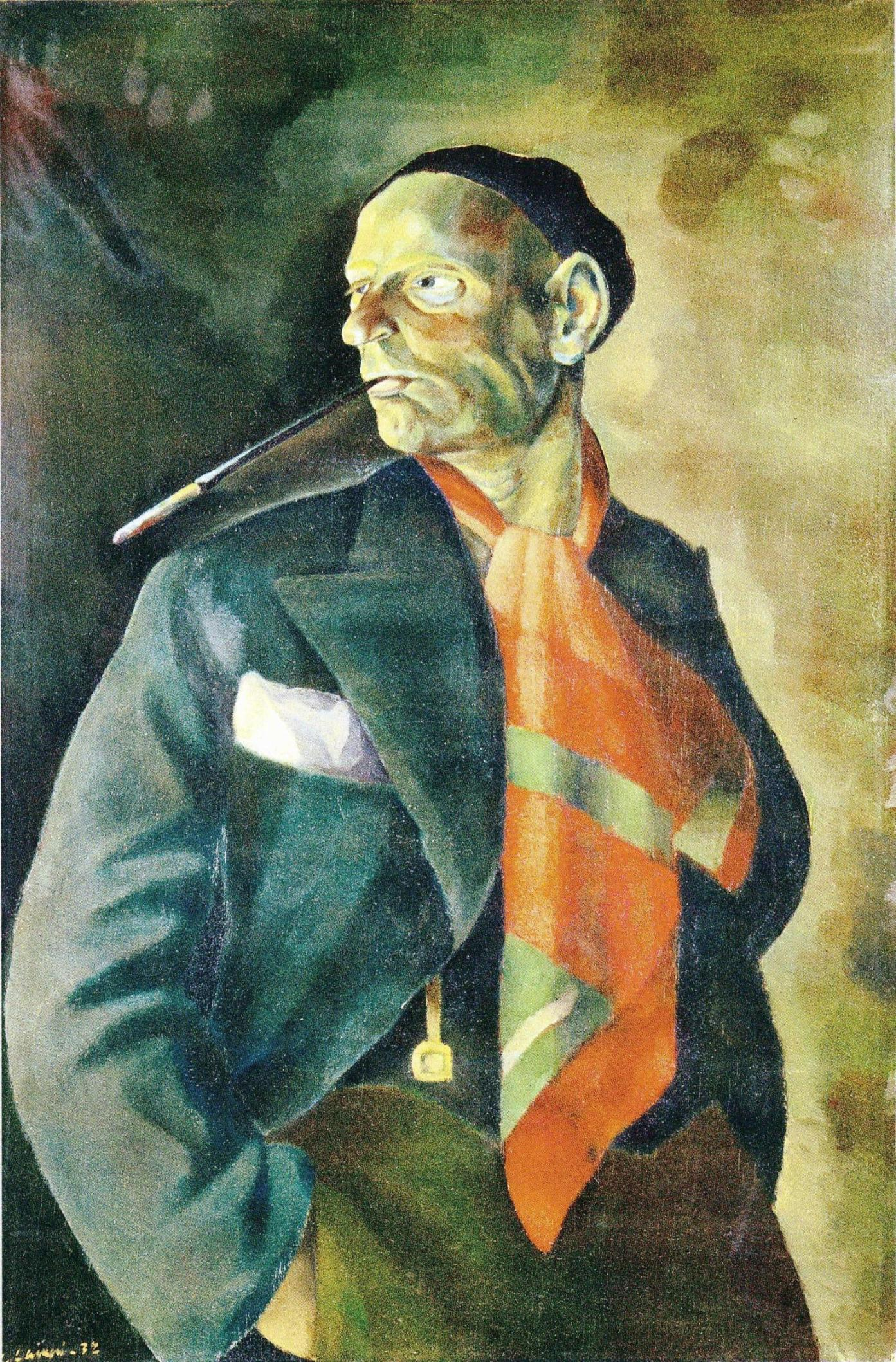
自画像，1932
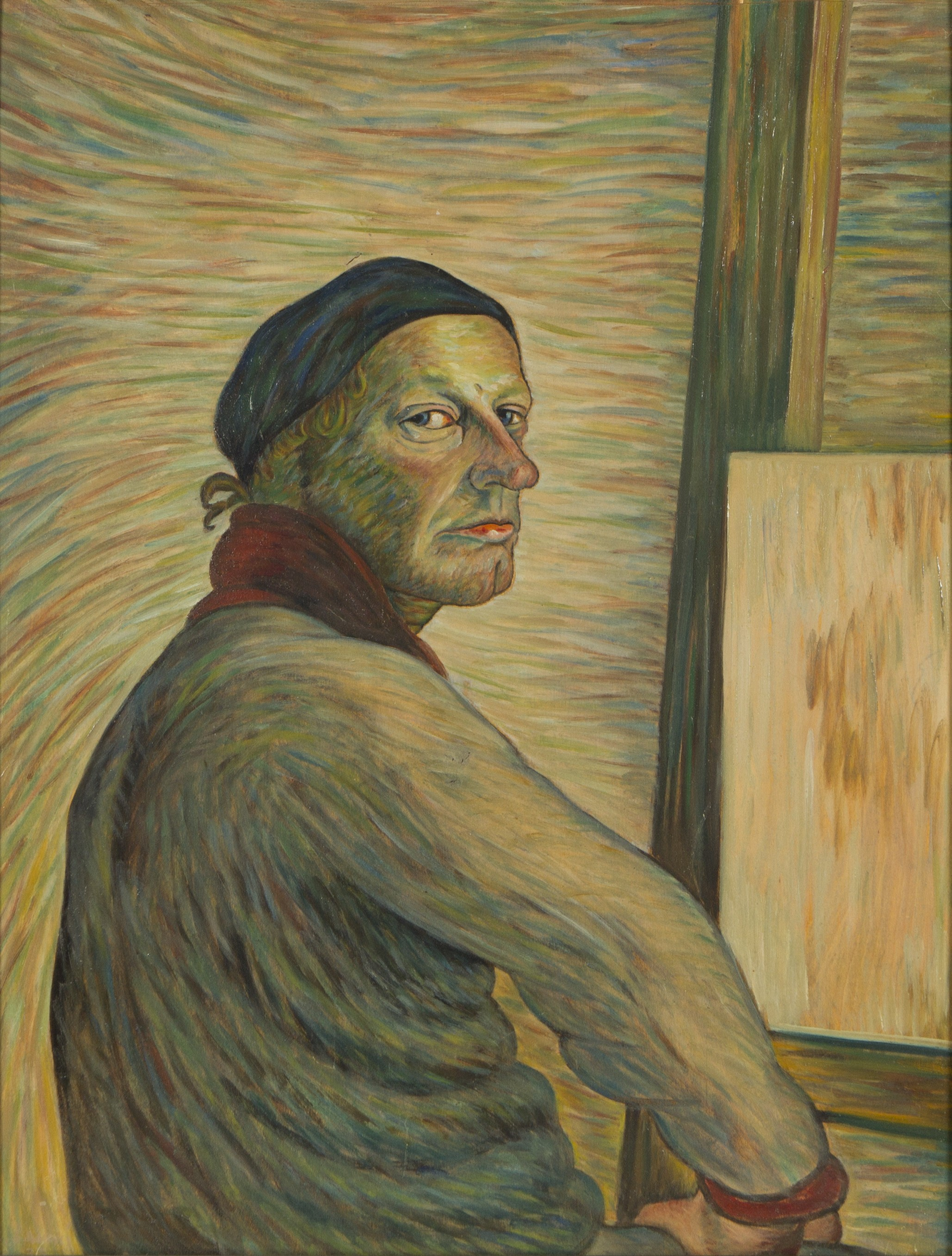
自画像，1933
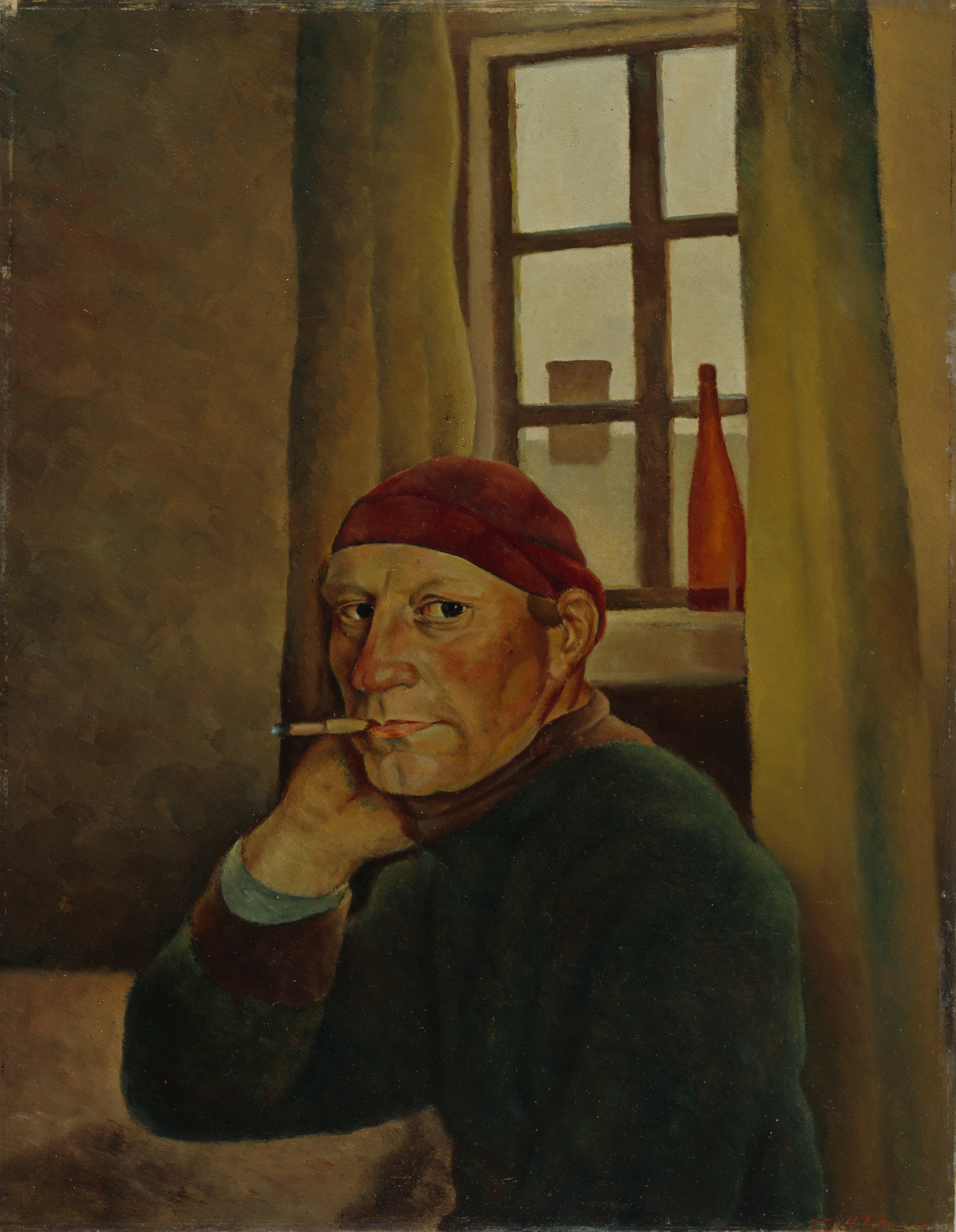
自画像，1933
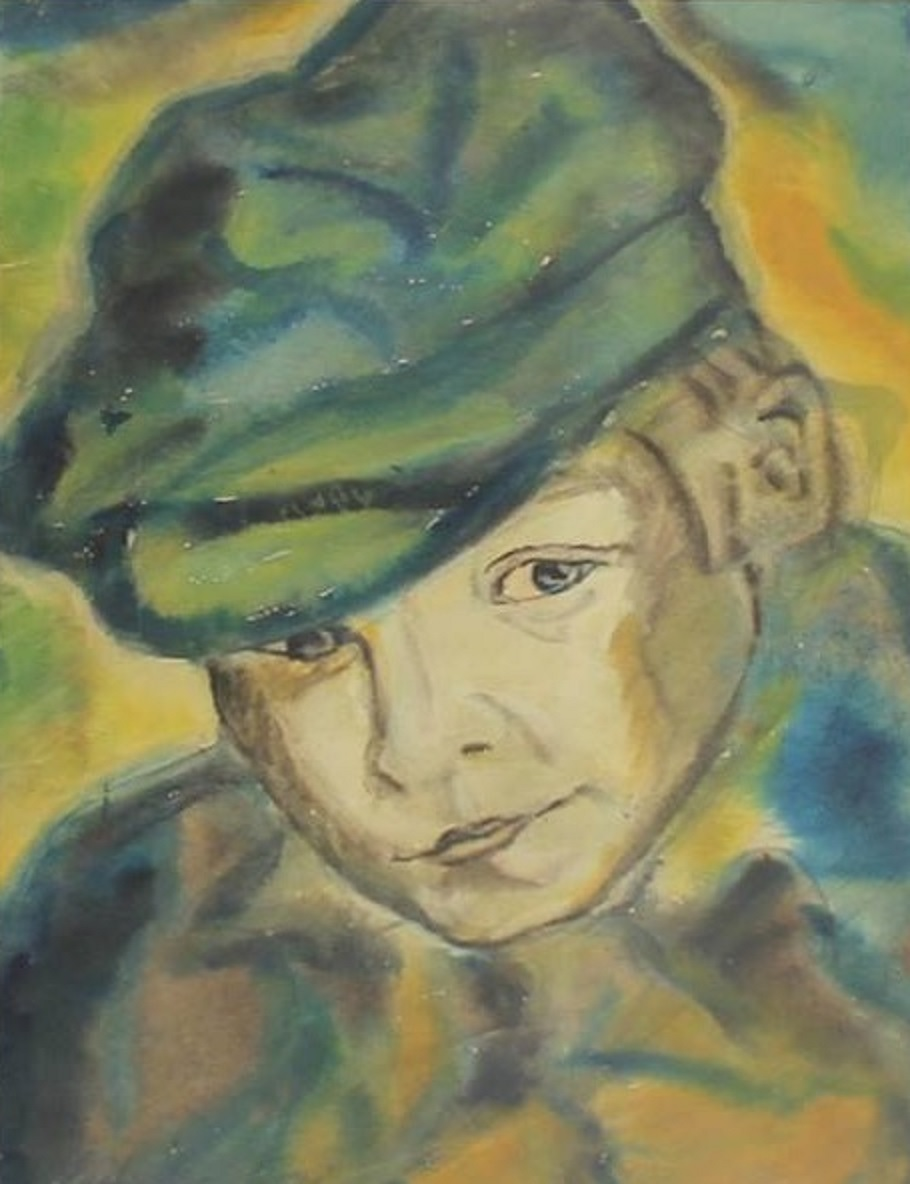
来自利明卡帕泰罗家的男孩，1924
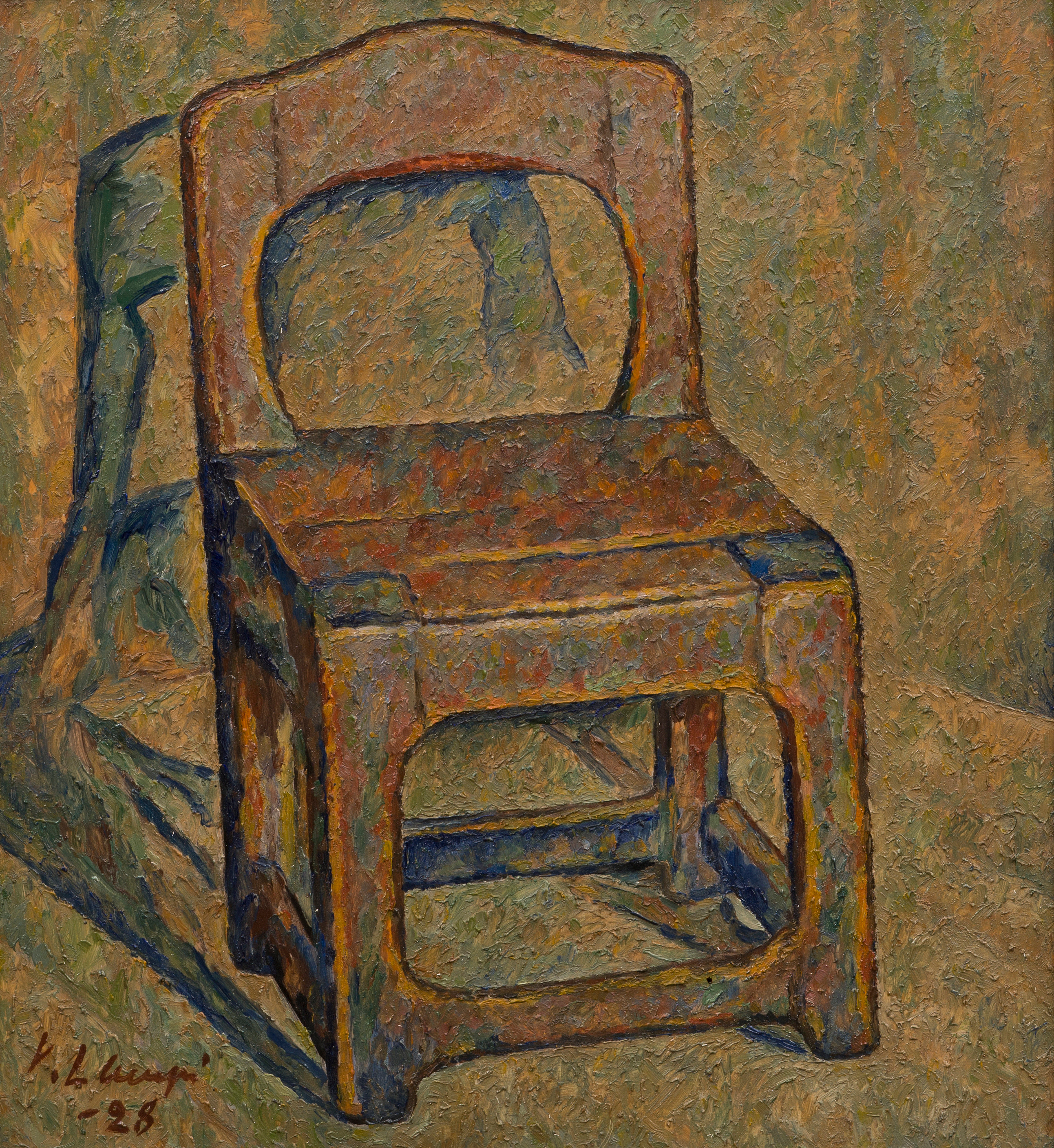
椅子，1928
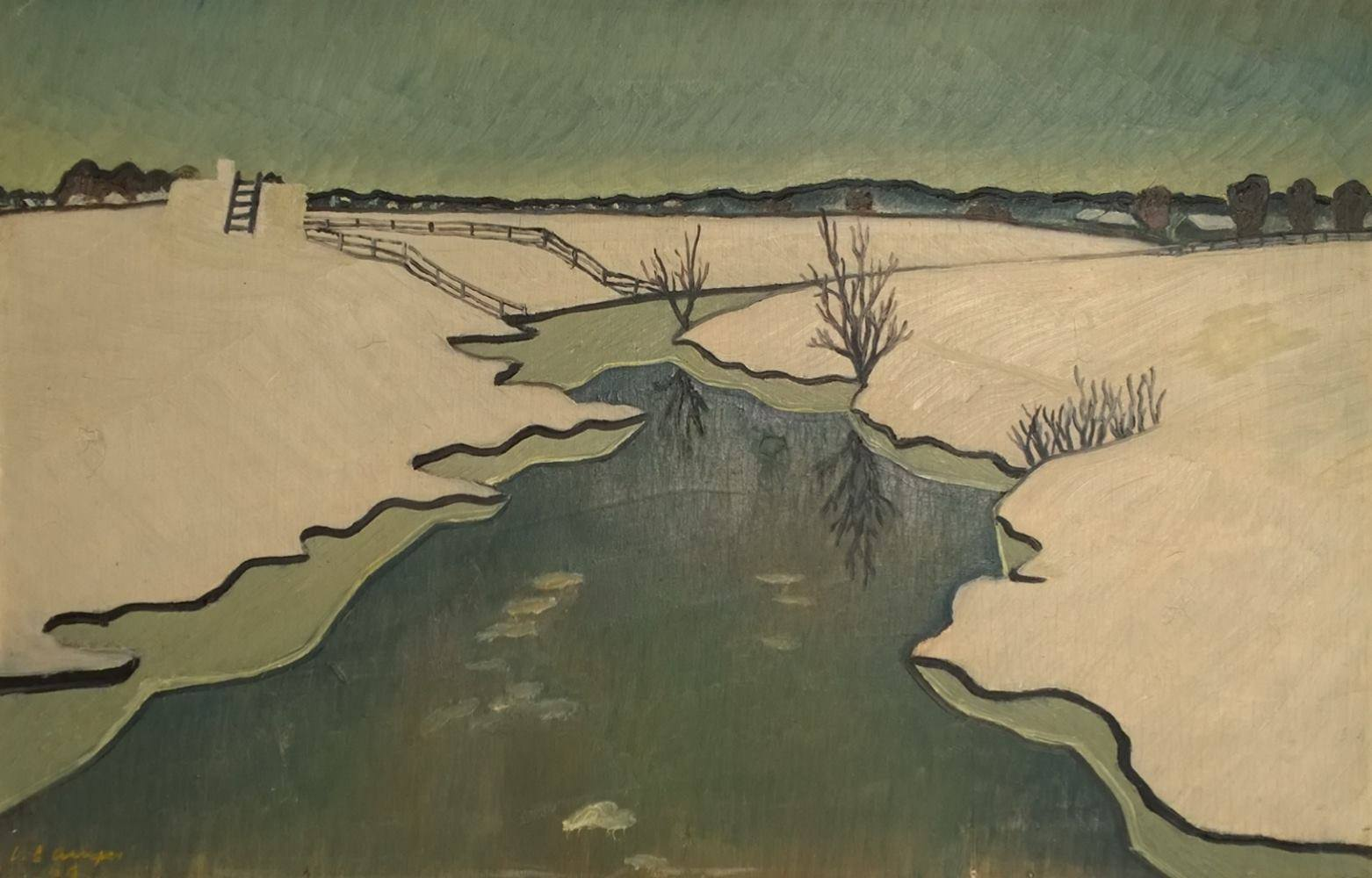
利明卡河冬景，1929
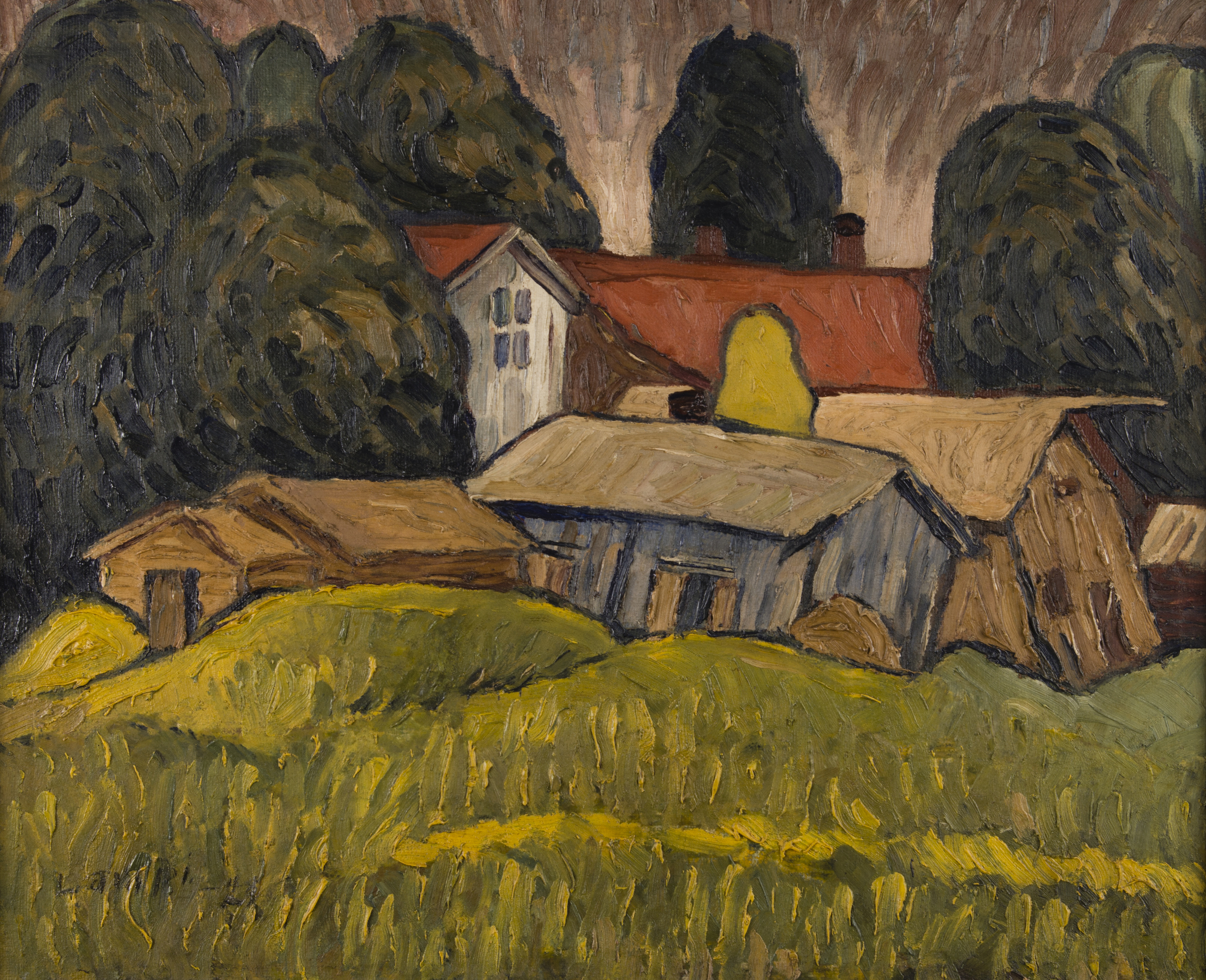
乡间风景，1929
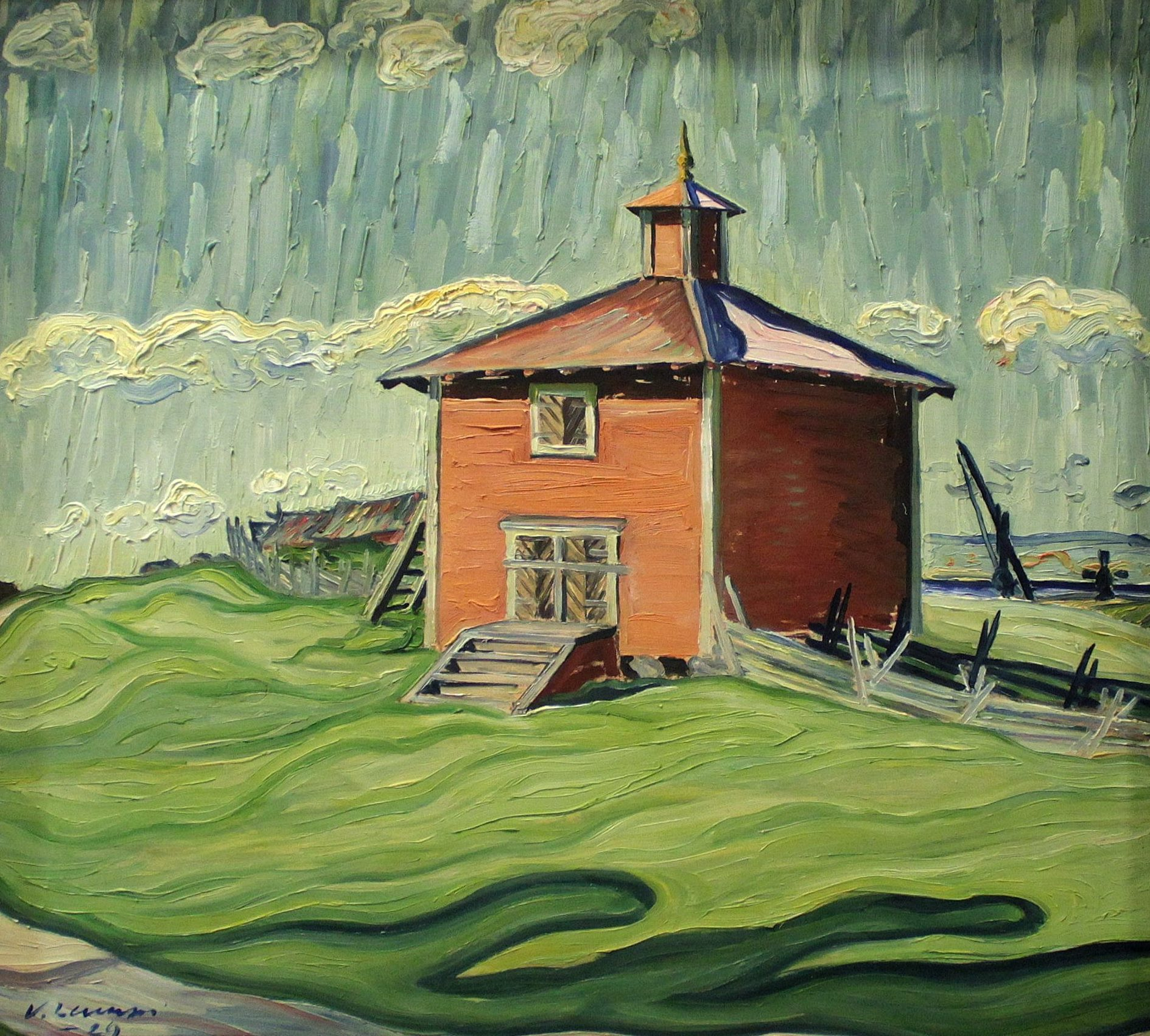
谷仓，1929
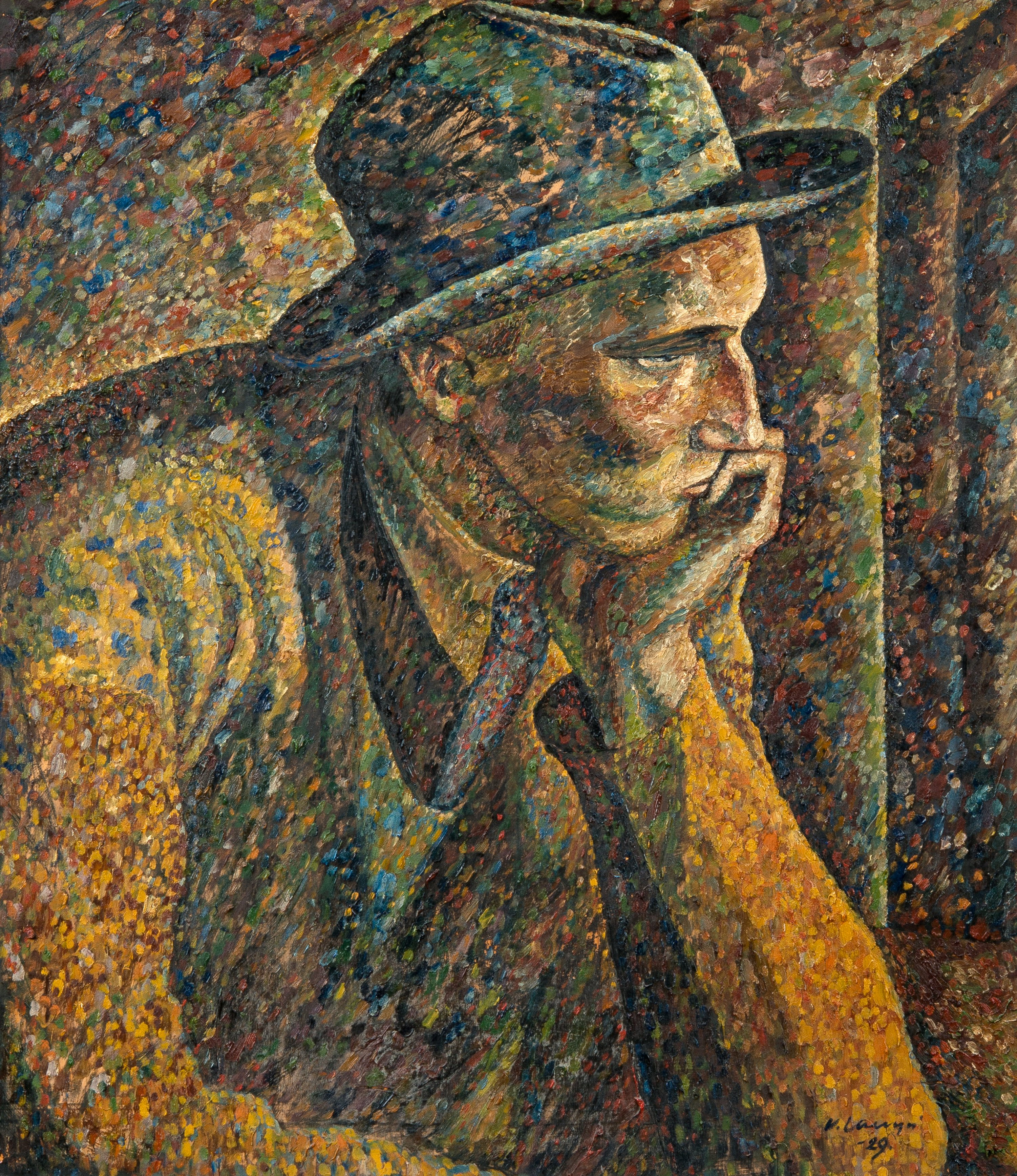
静思者，1929
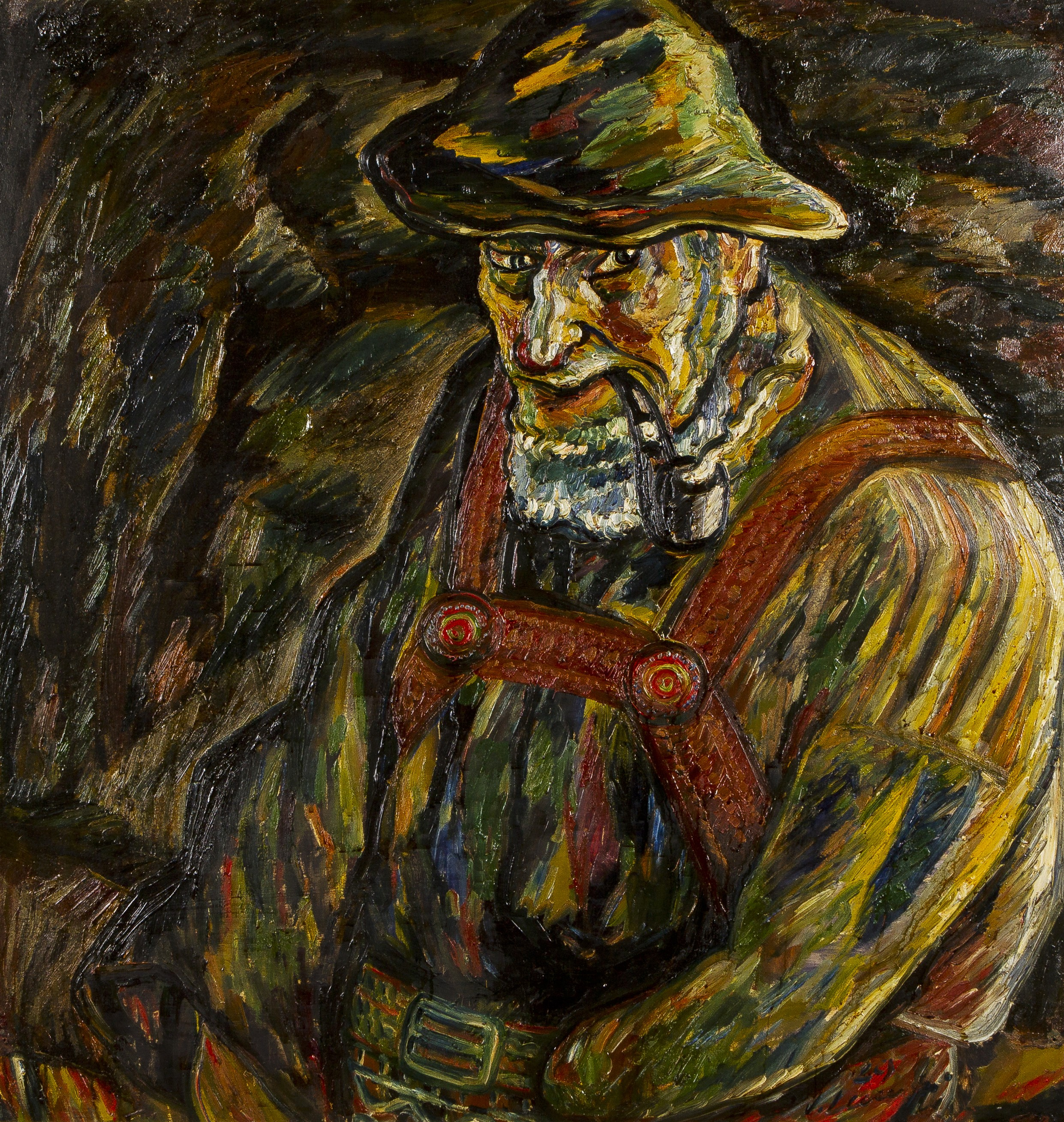
鲁赫姆-尤西，1929
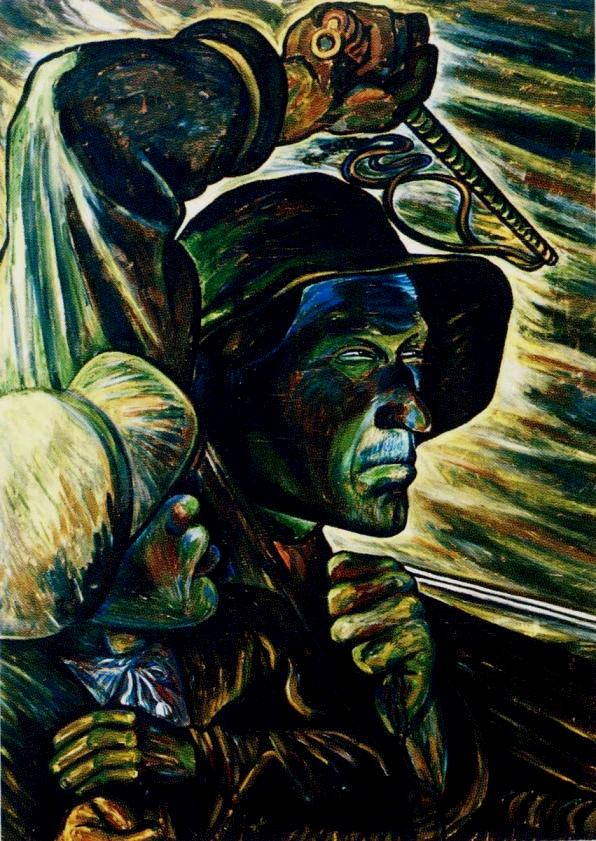
马仔，1930
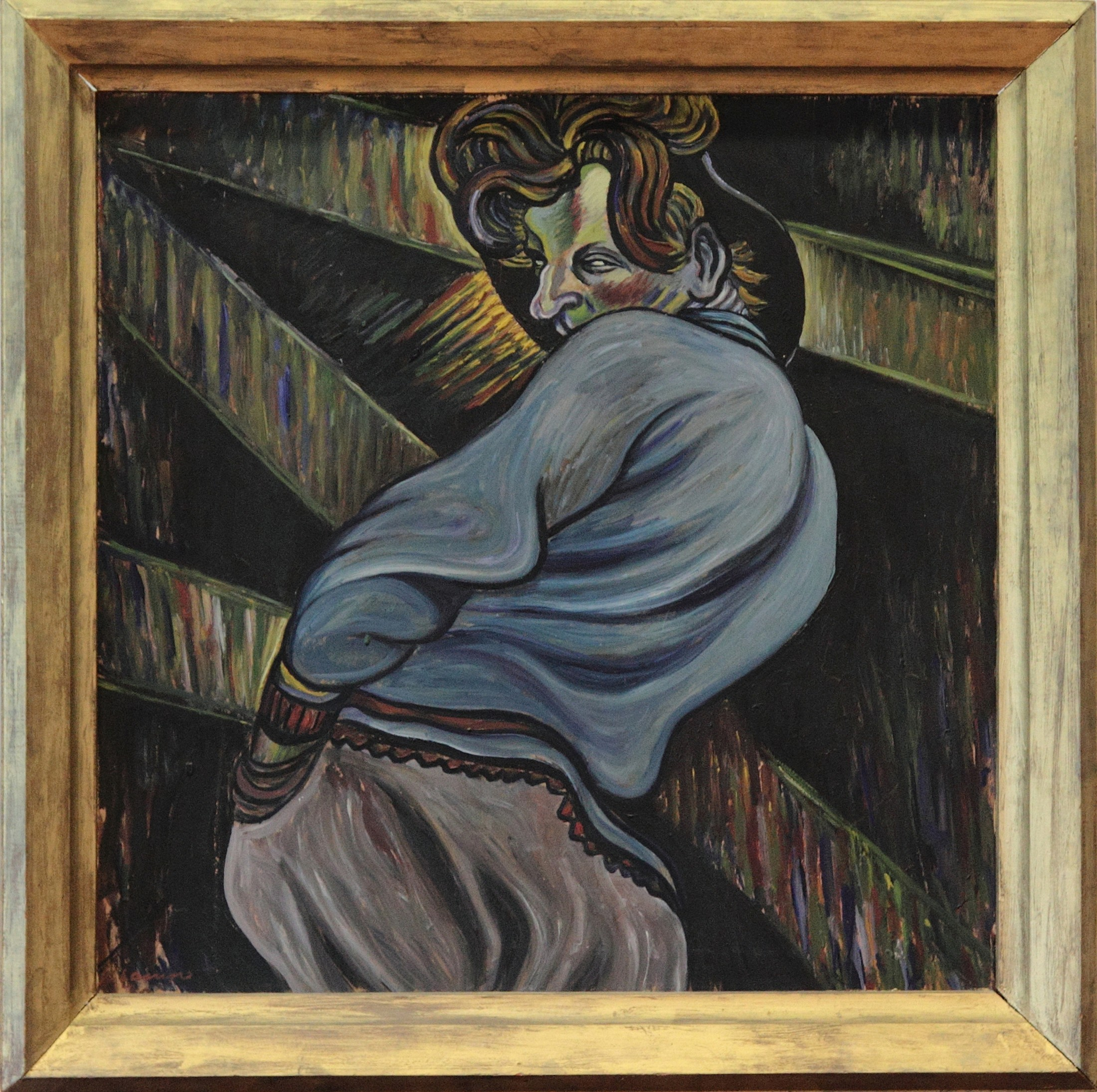
教区的皇帝，1930
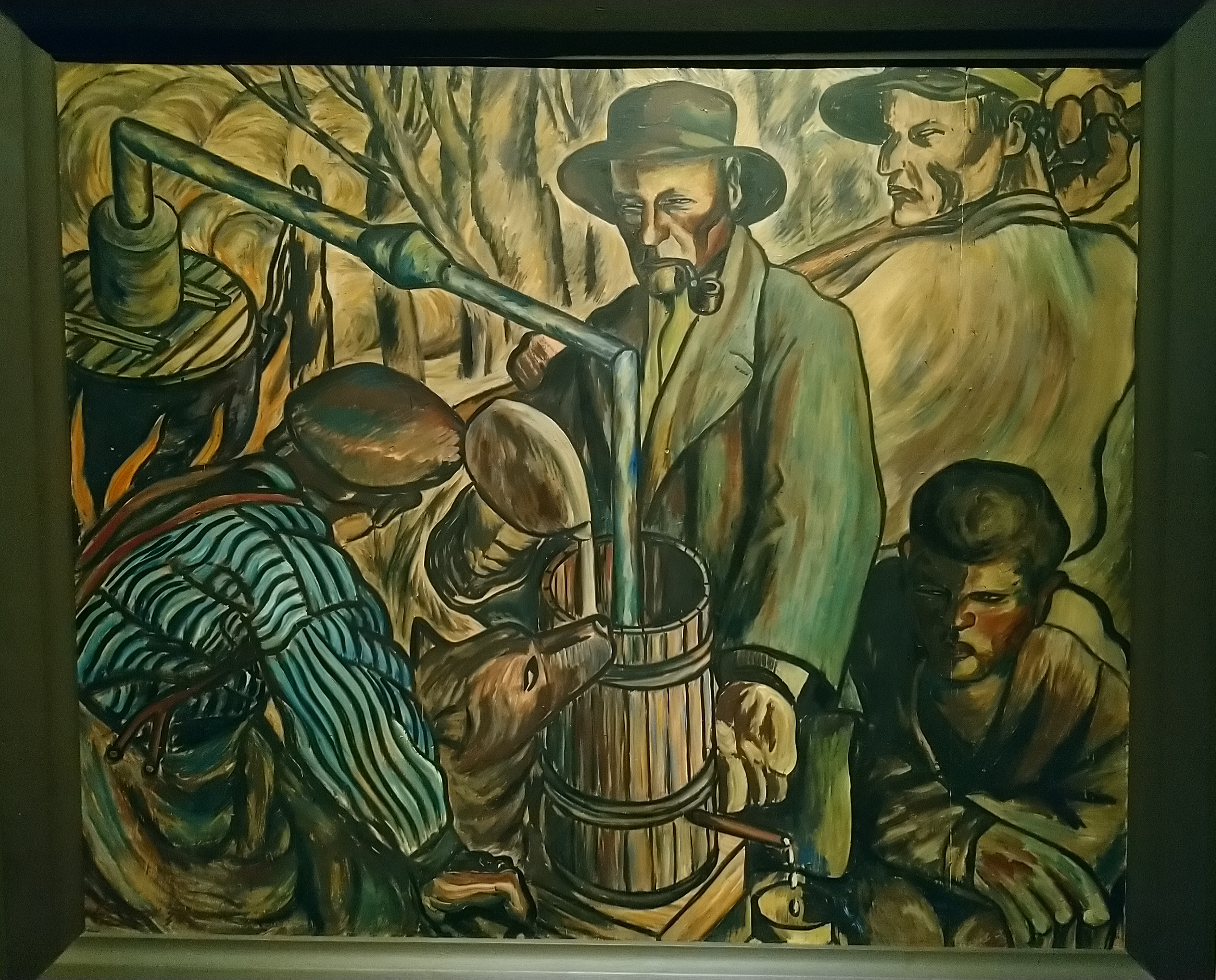
非法酿酒者，1930，画作中间为画家本人的画像
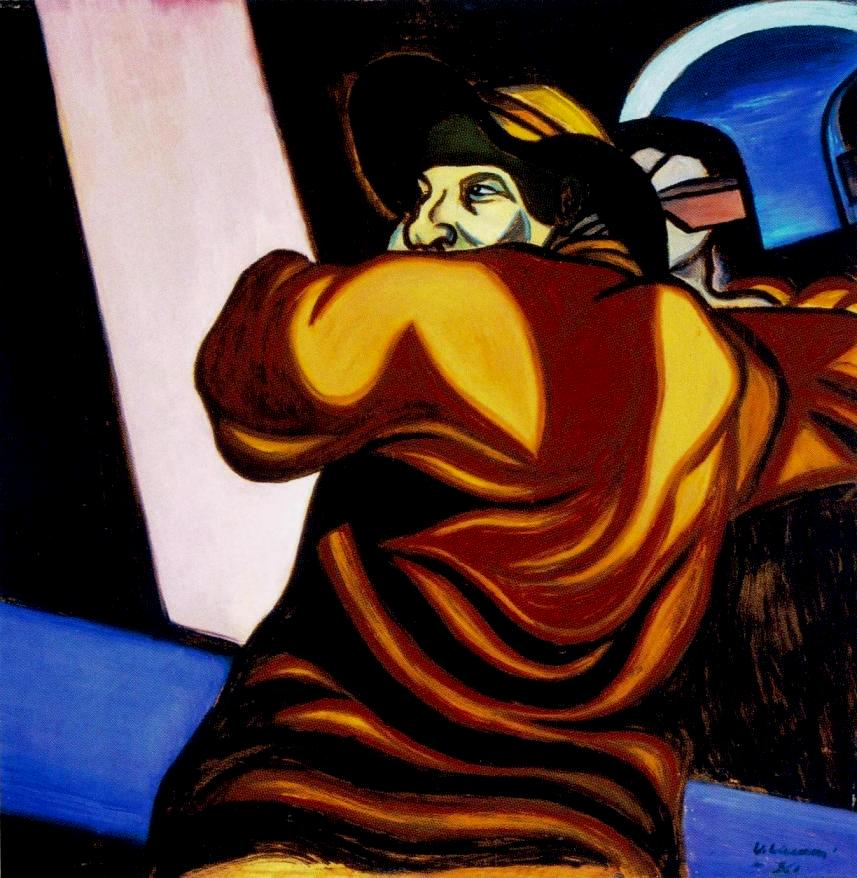
侩子手，1930
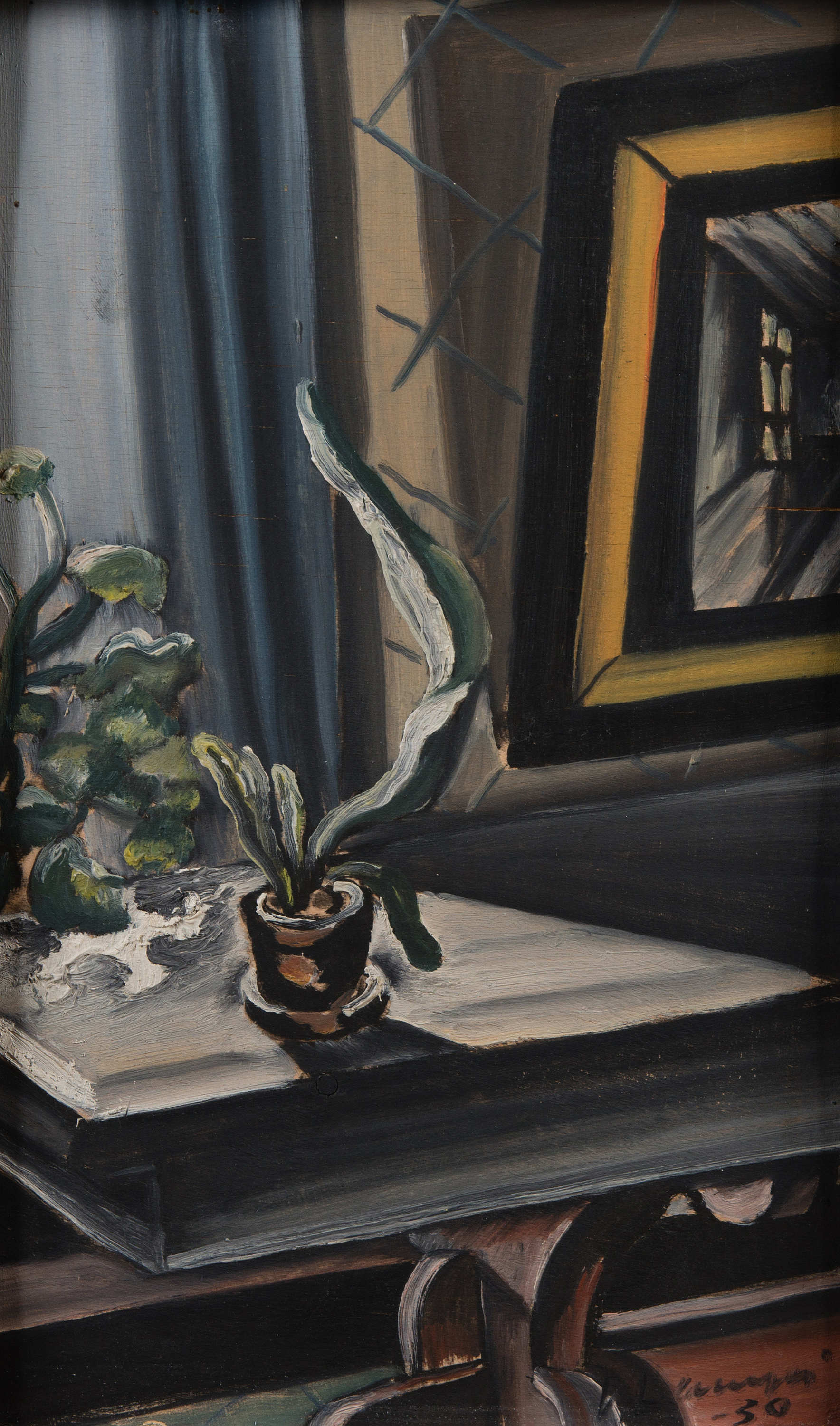
窗边的仙人掌
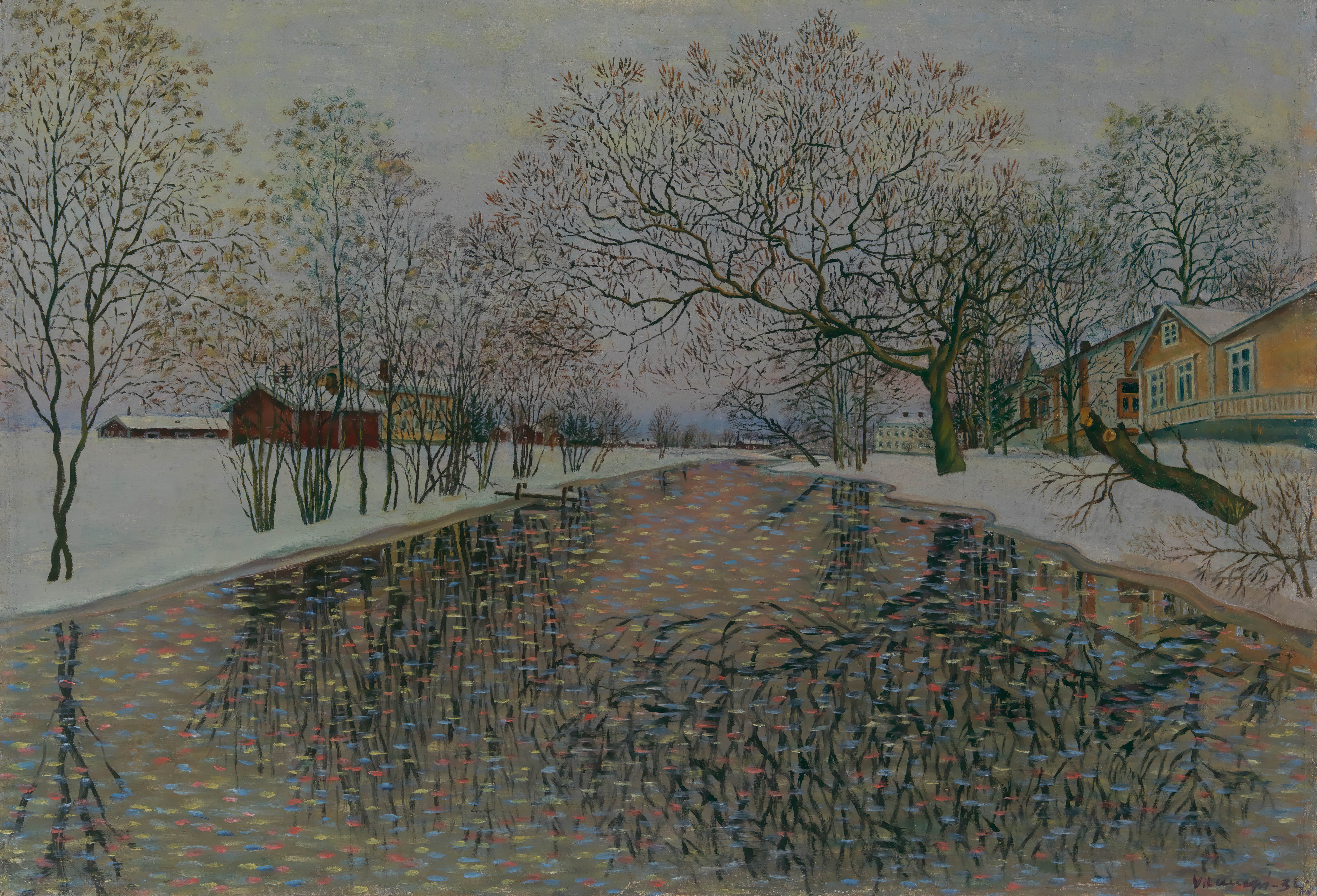
利明卡河，1934